# Esqui aquático

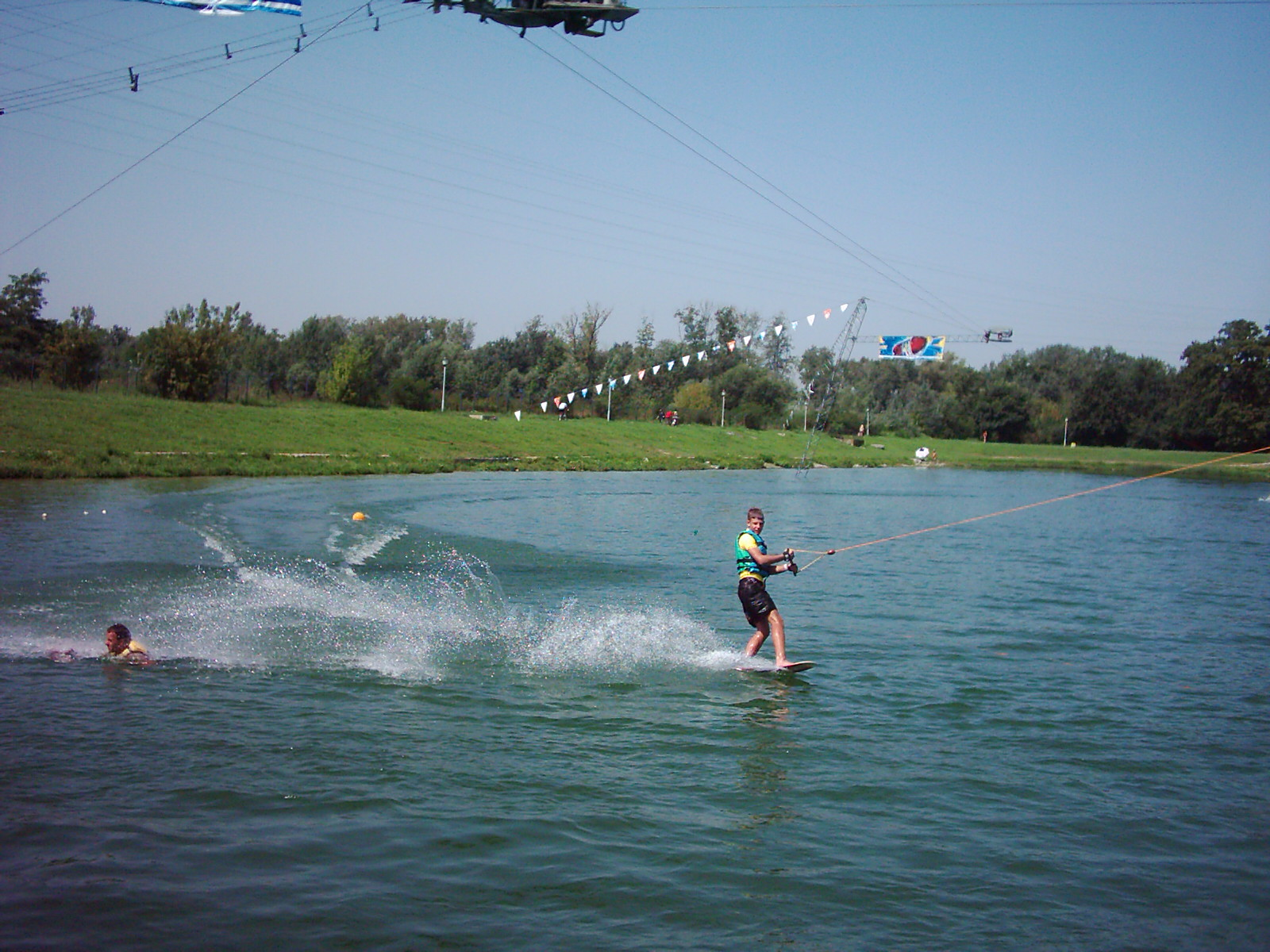
Esqui aquático

Para praticar o Esqui Aquático são necessárias no mínimo duas pessoas. Uma conduz a lancha, enquanto a outra é puxada por uma corda cujo tamanho-padrão é de 18,25 metros. A pessoa precisa manter o corpo em equilíbrio na água a partir de uma velocidade de  30 km/h, podendo atingir 80 Km/h ou mais, dependendo da modalidade praticada dentro do esqui aquático (wakeboard, kneeboard, dois pés, slalom, tricks ou barefooting, conhecido como "sola", ou ainda shoeski, um tipo de esqui do tamanho de um pé humano).

## História
Fanáticos esquiadores da neve estavam curtindo o verão de 1927 no lago Anney (região dos Alpes franceses). Aí um oficial francês teve uma ideia. Ele resolveu tentar substituir a força da gravidade - que faz o esquiador deslizar montanha abaixo - pela força do arrasto. A brincadeira alcançou tanto sucesso que no mesmo ano tinha virado moda na sofisticada Côte d'Azur.
Da primeira tentativa às manobras arriscadas foi um pulo. Em 1936, Jack Anderson causou sensação na Feira de Nova York quando saltou esquiando uma rampa de um metro de altura. Quatro anos depois, aconteciam as primeiras competições oficiais, promovidas pela American Water Ski Association. Em 1949 o esqui aquático já tinha tantos praticantes em tantos países que a International Ski Organization pôde realizar o primeiro Campeonato Mundial.

## Modalidades
Embora alguns países reconheçam as provas de sola, o esqui de velocidade e o free style (acrobacias de rampa) em competição, há apenas três categorias aceitas em todo o mundo.

### Slalom
Esqui único, que permite maior desenvolvimento dentro da água. Num campeonato, o que conta numa prova de slalom é o número de boias (a pista é composta de 6 boias presas ao fundo do lago para serem contornadas pelo esquiador) que o esquiador consegue contornar, sempre a uma velocidade de 36 MPH. A cada passagem, o cabo vai sendo encurtado, e vence quem conseguir completar as 6 boias com o cabo mais curto. Ela tem 259 metros, ao longo dos quais são colocadas seis bolas (a uma distância de onze metros e meio do centro), em lados alternados. A lancha passa pelo meio da pista e o esquiador deve cruzá-la várias vezes para contornar as boias. A prova é realizada com uma velocidade de 36 MPH (milhas por hora) para homens e 34 MPH para mulheres. A medida que o esquiador completa a pista, o cabo vai sendo encurtado para dificultar as manobras. A prova termina quando o esquiador comete a primeira falha: cai ou deixa de contornar uma bola. Como foi dito acima, vence quem completar o maior número de boias com o cabo mais curto.

### Rampa
O que determina o vencedor é a distância do salto. Para medir, são colocados três postos de observação, perpendiculares ao deslocamento do esquiador. Em cada posto, dois juízes observam o ponto onde o esquiador entra em contato com a água. A distância é calculada com a ajuda de transferidores especiais. O número (em metros) obtido por um juiz é checado pelos outros cinco. Para os homens, a altura da rampa é de 1,65 metro a 1,80 metro e, para as mulheres, varia entre 1,50 metro e 1,65 metro.

### Truques
O esqui de truque ("tricks") ficou conhecido como "banana" porque não tem "quilha" (uma lâmina que é colocada no fundo de pranchas e embarcações para ajudar a manter a direção) e também por se assemelhar a uma banana pelo seu formato. Por isso, o equilíbrio é muito difícil. Nas competições, o atleta faz um série de figuras, às quais são atribuídos pontos. O esquiador deve entregar por escrito as figuras que pretende realizar em duas passagens de vinte segundos cada ou duas passagens por uma pista de 175 metros. Os truques, são, basicamente, os giros, que podem ser feitos no ar ou na água, com o manete nas mãos ou nos pés. Essas variáveis aumentam o valor e o grau de dificuldade dos exercícios, considerando a proposta feita pelo competidor antes de começar a prova.